# De Hebreeuwse godin
De Hebreeuwse godin of The Hebrew Goddess is een boek uit 1967 van de Hongaars-Amerikaans-Israëlische historicus en antropoloog van Joodse komaf, Raphael Patai. Hierin verklaart hij dat de joodse religie historisch gezien elementen van het polytheïsme bevat, waaronder vooral de verering van godinnen met daaraan gepaard een Moedergodincultus. Het boek maakt gebruik van een combinatie van archeologische en tekstuele aanwijzingen voor de verering van vrouwelijke wezens. De Hebreeuwse godinnen in dit onderzoekswerk zijn geïdentificeerd als Asjera, Anath, Lilith, de cherubijnen in de Tempel van Salomon, en de Sjechina, het vrouwelijk aspect van God. Ook Ashtoreth van wie het geslacht in de Bijbel wordt verhuld achter een schijn van mannelijkheid, is in feite de godin Astarte. Koning Salomon zelf onderhield nog de cultus van de Moedergodin naast de andere cultus, en de tempel was aan haar gewijd.
Een derde, uitgebreidere editie van het boek werd gepubliceerd in 1990 door Wayne State University Press. (ISBN 0-8143-2271-9)
Amerikaans onderzoekster Merlin Stone, auteur van feministisch getinte werken zoals "When God Was a Woman", schrijft dat de originele Moedergodincultus van de volken in het Nabije Oosten systematisch onderdrukt en met geweld vervangen werd door de cultus van Jahwe (Sanskriet yahveh = het altijd stromende), onder invloed van een mannelijke priesterkaste met Indo-Europese banden, de Levieten, die de Hebreeën begeleidden en stuurden op hun veroveringstochten door Kanaän en er vooral op uit zouden zijn geweest er hun patriarchale systeem ingang te doen laten vinden.